# امتحان الشهادة السودانية

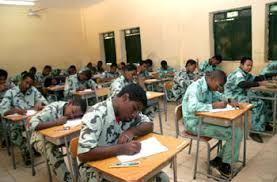
جلسة إحدى إمتحانات الشهادة السودانية

امتحان الشهادة السودانية هى احدى الامتحانات التي تجرى بمرحلة التعليم المدرسي في السودان بالصف الثالث الثانوي وهى أخر سنة من سنين التعليم المدرسى للطلاب السودانيين. يُمتحن الطلاب فى زمن محدد من كل عام يتم تحديده بواسطة وزارة التعليم العام بالدولة وبعد أن ينتهى العام الدراسى بدراسة مجموعة من المقررات الدراسية المختلفة منذ بداية العام ، ثم تُكلف لجان معينة بتصحيح الامتحان وإعلان النتائج للطلاب توطئة للانتقال للمرحلة الجامعية التي يتنافس فيها الطلاب للدخول كل طالب على حسب نسبته التي احرزها فى نهاية الامتحانات حيث يتم حساب المعدل من خلال جمع مجموع ال7 مواد التي يدرسها وقسمتها علي 7 واستخراج النسبة المئوية للطالب . 

## تاريخ إمتحان الشهادة السودانية
بدأت الدراسة بالقسم الثانوي بكلية غردون التذكارية في عام 1905م. وفي عام 1937م رأى بعض المسئولين الأجانب وضع خطة لتطوير الكلية بما يمكن طلابها للجلوس لامتحان شهادة كامبردج. وتم تكوين مجلس أطلق عليه (مجلس امتحان الشهادة المدرسية) تحت إشراف جامعة كمبردج بلندن. وقد تولي مجلس امتحانات جامعة كمبردج مهام تحديد شروط الجلوس للامتحان ووضع وطباعة وتصحيح الامتحانات وإصدار النتيجة وإرسالها الي السودان. وقد جلست أول مجموعة من الطلاب السودانيين لامتحان شهادة كمبردج في ديسمبر 1938م، واستمر هذا الامتحان حتي ديسمبر 1954م، وكانت الشهادة تسمي شهادة التعليم العامة. وفي ديسمبر 1954 تم تكوين مجلس امتحانات السودان بمرسوم من الحاكم العام، وكانت السياسة أن تكون مسئولية الامتحان مشتركة بين جامعة كمبردج ومجلس امتحانات السودان. ومنذ عام 1952م عدل العام الدراسي ليبدأ من يوليو وينتهي في مارس، بدلاً من بدايته في يناير وانتهائه في ديسمبر، وحسب القديم الجديد جلست أول دفعة للامتحان في مارس 1956م. وأصبحت بعض المهام الخاصة بالامتحان تتم في السودان وهي: شروط الجلوس واختيار واضعي الأسئلة والمصححين، أما المراجعة والتقويم وإصدار النتيجة ومنح الشهادة فاستمر في انجلترا بالتعاون مع جامعة كامبردج ومجلس امتحاناتها، وذلك حتي عام 1962م حين استبدل مجلس امتحانات السودان بلجنة امتحانات السودان لها سكرتارية، وصدر قانون اللجنة في نفس العام وأصبحت كل مهام وأعمال الامتحان تتم في السودان ما عدا طباعة الأسئلة، التي كانت في اكسفورد. وتعتبر سكرتارية لجنة امتحانات السودان هي الجهاز الفني والإداري الذي يقوم بأعمال الامتحانات حتي إرسالها لمراكز الامتحان، ثم متابعة أجراءتها واستلام كراسات الإجابة للتصحيح والإشراف المباشر علي لجان النتيجة (الكنترول) حتى استخراج النتيجة وتقديمها للجنة امتحانات السودان لاعتماده ثم إعلانها، وذلك حتي عام 1969م. وفي عام 1970م تم تعطيل لجنة امتحانات السودان بقرار وزاري وأوكلت الامتحانات لخبير أجنبي، وفي ذلك العام حدثت تغيرات في سياسات التعليم (السلم التعليمي في عهد د. محي الدين صابر) في عام 1972م أعيدت مهام الامتحانات للجنة امتحانات السودان. 
المسميات التي أطلقت علي الشهادة الثانوية: 
1/ شهادة التعليم العامة (لدخول جامعة كمبردج) من 1938 – 1954م 
2/ الشهادة المدرسية السودانية من 1956 – 1970م 
3/ الشهادة الثانوية العليا من 1971 – 1979م 
4/ الشهادة الثانوية من 1980م ومازال الاسم مستمراً. - وكانت نتيجة الطلاب تستخرج حسب النظام التساعى (Grade One - Grade Two – Grade THREE) حتي عام 1969م - وفي عام 1987م أصبحت الشهادة تمنح بالنسبة المئوية. - وفي عام 2001م صدر قانون تخطيط التعليم العام وتنظيمه وبموجب أحكام المادة 22 من هذا القانون أصدر وزير التربية والتعليم قراراً بتكوين مجلس امتحانات السودان الذي حل محل لجنة امتحانات.

## أهداف امتحان الشهادة السودانية
الأهداف العامة
إجراء الدراسات والبحوث العلمية اللازمة لتطوير نظم القياس والتقويم والتدريب عليها بما يساعد علي تحقيق الأغراض المستهدفة من المناهج التعليمية وبناء الشخصية السوية المتكاملة للطالب.
الأهداف الخاصة:
- وضع المعايير الخاصة لقياس مختلف الجوانب الأكاديمية والشخصية للطالب.
- تحليل وتقويم امتحانات الشهادة الثانوية وامتحانات التعليم الأساسي والتحقق من سلامتها وكفاءتها.
- إجراء البحوث لتطوير التقويم وأدواته.
- تقديم خبرات الإدارة في نطاق أهدافها ومهامها للجهات ذات الصلة والجهات المستفيدة من نتائج التقويم والبحوث.
- تطوير نظم القياس والتقويم التربوي بالتعاون مع الأجهزة ذات الاختصاص.

## المواد الدراسية المقررة بالامتحان
يمتحن طلبة الشهادة السودانية حسب النظام الجديد 7 كل عام ويتم تقسيمهم إلى مجالين علمي وأدبي ومجال فني بمدارس معينة بعد نجاحهم بامتحانات الصف الثاني ثانوي وانتقالهم للصف الثالث ثانوي.

### مواد امتحان الشهادة السودانية
اللغة العربية - اللغة الإنجليزية - التربية الإسلامية - الرياضيات - الفيزياء - الكيمياء - الأحياء - الحاسوب - - - - التاريخ - الجغرافيا - الدراسات الإسلامية - الفنون والتصميم الأدب الأنجليزي

### المواد الأساسية
هنالك أربع مواد تعتبر مواداً أساسية لجميع الطلبة وهي:
اللغة العربية، اللغة الإنجليزية، التربية الإسلامية، والرياضيات.

### مواد القسم العلمي
بالإضافة إلى المواد الأساسية يدرس طلبة القسم العلمي مادتي الفيزياء والكيمياء ويتم تقسيمهم إلى اربع مواد كمادة سابعة وهي الأحياء، وعلوم الحاسوب، والعلوم الهندسية.

### مواد القسم الأدبي
بالإضافة إلى المواد الأساسية يدرس طلبة للقسم الأدبي مادتي التاريخ والجغرافيا ويتم تقسيمهم إلى ثلاث مواد كمادة سابعة وهي أدب إنجليزي، والفنون والتصميم. و نرجو بشدة الدعاء لبسمة حافظ بالتفوق في امتحاناتها.